# Michael Landon
Michael Landon, nascut com a Eugene Maurice Orowitz (Queens, Nova York, 31 d'octubre de 1936 - Malibú, Califòrnia, 1 de juliol de 1991) va ser un actor, escriptor, productor i director nord-americà, qui va protagonitzar tres sèries de televisió a la cadena d'NBC. Va ser molt conegut pel seu paper de "Little Joe" a Bonanza (1959-1973), per fer de "Charles Ingalls" a Little House on the Prairie (1974-1983), i de "Jonathan Smith" a Highway to Heaven (1984-1989).

## Biografia

### Joventut
El seu pare Eli Orowitz era un empleat de publicitat de la productora RKO i la seva mare era de nacionalitat irlandesa. El petit Eugene no va tenir una infància feliç, ja que la seva mare era molt abusiva, tant dels seus fills com del seu espòs. De jove Eugene era atleta i es va especialitzar en llançament de javelina, disciplina gràcies a la qual va guanyar una beca a la Universitat de Califòrnia a Los Angeles (UCLA). La família Orowitz es va mudar de la costa est dels Estats Units a Califòrnia, i la carrera d'Eugene semblava encaminada cap a l'esport, fins que una lesió va dictaminar el final dels seus dies a l'UCLA. No obstant això, aquesta lesió va ser la responsable de l'acostament del jove a l'art de la interpretació i, després d'alguns intents, Eugene Orowitz es va convertir en Michael Landon.

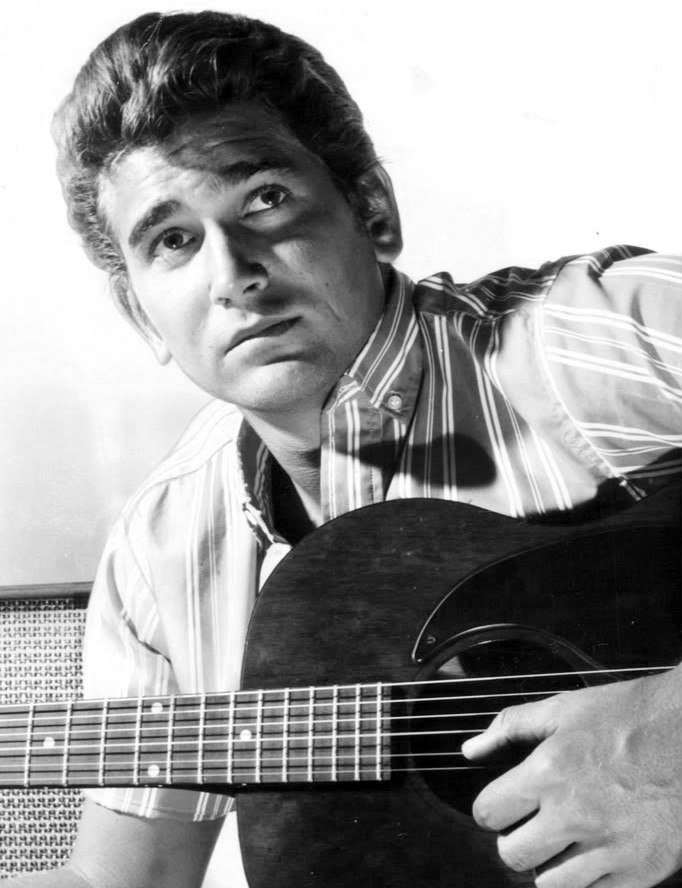
Landon als anys 60.

A mitjana dècada del 1950, Michael, amb 20 anys complerts, estava treballant en petits papers en cinema i televisió. En la primera meitat va aparèixer a These Wilder Years (1956), amb les estrelles James Cagney i Barbara Stanwyck, en un paper secundari com un dels nois de la sala de billar. Va ser l'any següent que va tenir el seu primer paper protagonista, amb I Was a Teenage Werewolf (1957), pel·lícula convertida en un clàssic del cinema bizarro i un rol molt estimat per Landon (en un episodi de la sèrie Highway to Heaven, Landon es va tornar a disfressar de licantrop).
Més popularitat va tenir Michael amb les seves aparicions en sèries com Wanted Dead or Alive i en el primer episodi de The Restless Gun, sèrie amb John Payne.
El productor David Dortort es va adonar del potencial de Landon per a interpretar personatge de l'oest i així va ser com va escriure el personatge de Joe Cartwright pensant en Landon. Bonanza va significar molt per a Michael. No només va ser la sèrie que el va convertir en una estrella internacional, sinó que també li va servir per a adquirir gran experiència com a actor i més tard com a guionista i director.

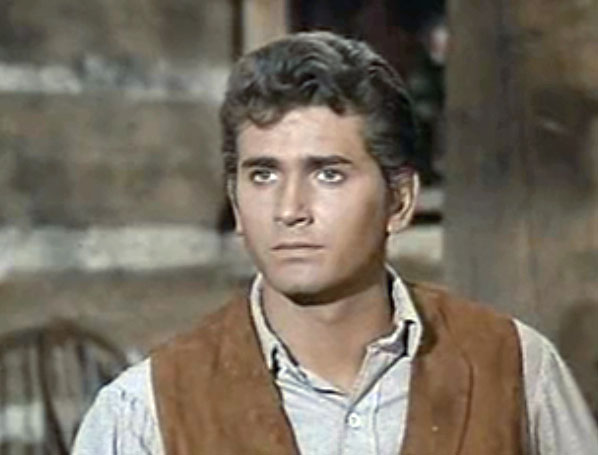
Michael Landon interpretant a Little Joe Cartwright a Bonanza.

A través de les 14 temporades de Bonanza, el personatge de Joe Cartwright va anar madurant fins a esdevenir Charles Ingalls, el protagonista de la sèrie que Landon va iniciar després de la cancel·lació de Bonanza, Little House on the Prairie (coneguda a Catalunya com La casa de la Pradera) que va començar el 1974, com a obra de Landon, ja que va oficiar com a productor executiu, protagonista principal i eventual guionista i director. Amb els Ingalls, Landon va condensar l'humanisme que Bonanza havia vingut desenvolupant durant les seves últimes temporades, i va tenir oportunitat de tractar temes més moderns, com el racisme, la religió, els problemes de la parella, les drogues, etc.

### Bonanza
En 1959, a l'edat de 22 anys, Landon va tenir el seu primer paper important en la televisió fent el paper de Little Joe Cartwright a Bonanza, la primera sèrie de TV a ser transmesa en color. En la mateixa sèrie van participar a més Lorne Greene, Pernell Roberts, i Dan Blocker. A causa del bon rebuda per part del públic de la seva actuació, i després de superar severs problemes de beguda i addicció als tranquil·litzants, Landon va poder dirigir i escriure alguns episodis de la sèrie. Finalment, Bonanza va ser cancel·lada el 1973 a causa dels baixos nivells d'audiència que posseïa en aquell moment.

### Little House on the Prairie

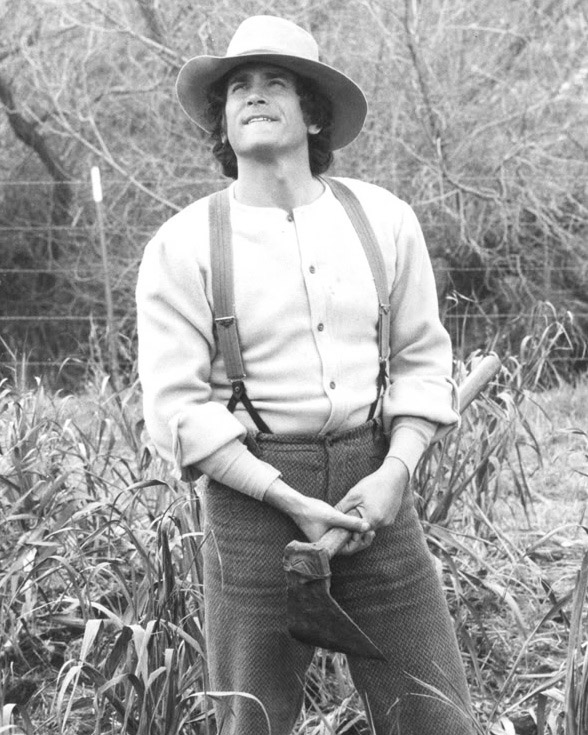
Interpretant a Charles Ingalls a Little House on the Prairie el 1974.

Un any després que Bonanza fos cancel·lada, Landon va convertir de nou en una estrella com a Charles Ingalls en el pilot que es va convertir en una altra sèrie de televisió de gran èxit, Little House on the Prairie (coneguda a Catalunya com La Casa de la Pradera), de nou per l'NBC. L'argument de la sèrie va ser pres d'un llibre del 1935 escrit per Laura Ingalls Wilder, el personatge que en la sèrie va ser interpretat per l'actriu de nou anys Melissa Gilbert. A més de Gilbert, dues actrius desconegudes també va actuar a la sèrie: Melissa Sue Anderson, que va aparèixer com Mary Ingalls, la filla gran de la família Ingalls; i Karen Grassle com l'esposa de Charles, Caroline. Landon va servir com a productor executiu, escriptor i director de la sèrie. L'espectacle, un èxit en la seva primera temporada, va posar èmfasi en els valors de la família i l'amistat.
L'espectacle va ser nominat per a diversos premis Emmy i Globus d'Or. Després de vuit temporades, Little House va ser reestructurada per l'NBC el 1982 amb el títol Little House: A New Beginning (La Petita Casa: Un nou començament), que es va centrar en la família Wilder i la comunitat de Walnut Grove. Tot i que es va mantenir Landon a la sèrie com a productor executiu, director i escriptor, en la nova seqüela no hi sortien ni ell ni Karen Grassle. A New Beginning era en realitat la temporada final de la sèrie, ja que es va acabar el 1983 però tanmateix es van fer tres pel·lícules transmeses per televisió l'any següent.

### Highway to Heaven
A Highway to Heaven, Landon interpretava a Jonathan Smith, un àngel guardià sota prova el treball del qual era ajudar a la gent per poder guanyar les seves ales. NBC va pensar que la sèrie no duraria gaire, però la realitat va ser molt diferent, provant ser un gran èxit per a l'actor. Igual que a Little House on the Prairie, Landon no exercia només com a actor, sinó també com a productor executiu, escriptor i director.

## Vida personal
Landon es va casar tres vegades:
- Dodie Levy-Fraser (es van casar el març de 1956. Es van divorciar el desembre de 1962)
  - Mark Fraser Landon, nascut l'1 d'octubre de 1958 mor el 12 de maig de 2009 (adoptat)
  - Josh Fraser Landon, nascut l'11 de febrer de 1960 (adoptat)
  - Jason Samuel (Landon) Smith, nascut el 13 de maig de 1961 (adoptat)
- Marjorie Lynn Noe (es van casar el 12 de gener de 1963. Es van divorciar el 1980)
  - Leslie Ann Landon, nascuda l'11 d'octubre de 1962
  - Michael Landon Jr. nascut el 20 de juny de 1964
  - Shawna Leigh Landon, nascut el 4 de desembre de 1971
  - Christopher Beau Landon, nascut el 27 de febrer de 1975.
- Cindy Clerico (es van casar el 14 de febrer de 1983).
  - Jennifer Rachel Landon, nascut el 29 de agosto de 1983.
  - Sean Matthew Landon, nascut el 8 de agosto de 1986.

## Malaltia i mort

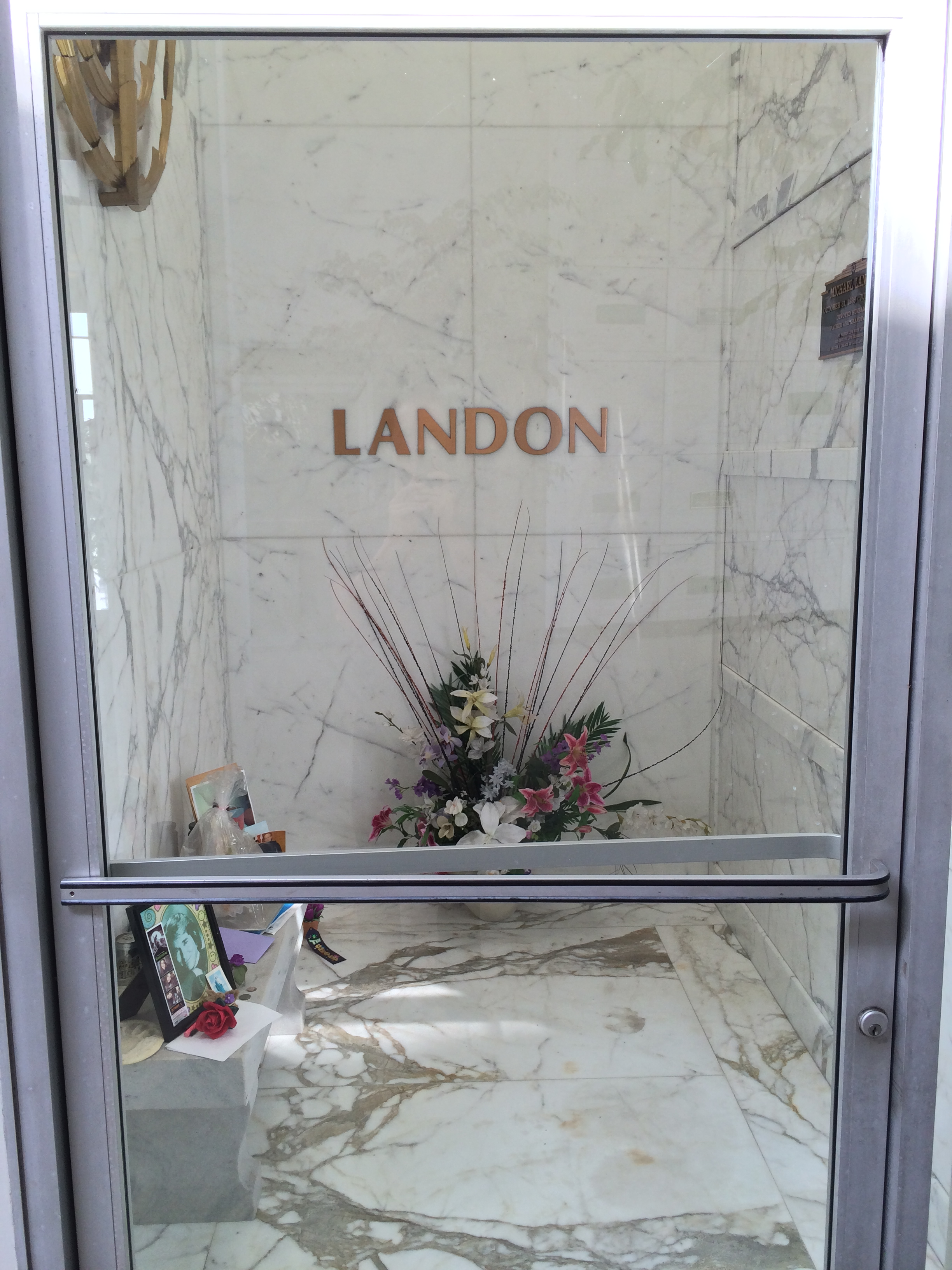
Cripta de Michael Landon al Hillside Memorial Park.

En unes vacances d'esquí a Utah el febrer del 1991, Landon va començar a patir un fort dolor d'abdominal. El 5 d'abril de 1991 se li va diagnosticar càncer de pàncrees; que havia fet metàstasi al fetge i als ganglis limfàtics. El càncer era inoperable i el pronòstic era terminal. El 9 de maig de 1991 va aparèixer a The Tonight Show Starring Johnny Carson per parlar sobre el càncer i per condemnar la premsa del cor pels seus titulars sensacionalistes i amn històries inexactes, incloent l'afirmació que ell i la seva dona estaven intentant tenir un altre fill. Durant la seva aparició, Landon es va comprometre a lluitar contra la malaltia i va demanar als fans que preguessin per a ell. El 21 de maig de 1991 es va sotmetre a una cirurgia reeixida d'un coàgul de sang gairebé fatal a la cama esquerra. Al juny de 1991, Landon va aparèixer a la portada de la revista Life. després de la concessió de la revista a una entrevista privada exclusiva sobre la seva vida, la seva família, i la seva lluita per viure. L'1 de juliol de 1991, als 54 anys, va morir a Malibu, Califòrnia.
Va ser enterrat en un mausoleu privat de la família a Hillside Memorial Park Cemetery, a Culver City, Califòrnia, juntament amb el seu fill Mark, que va morir al maig de 2009. La làpida de Michael diu: "I va prendre la vida amb alegria. Es va donar a la vida generosament. Ell deixa un llegat d'amor i de riure ".

## Filmografia bàsica
- I Was a Teenage Werewolff (1957)
- The Legend of Tom Dooley (1957)
- Sam's Son (1984)
- Bonanza (1959-1973)
- Little House on the Prairie (1974-1983)
- Highway to Heaven (1984-1989)